# Густавув (Сілезьке воєводство)
Густавув (пол. Gustawów) — село в Польщі, у гміні Щекоцини Заверцянського повіту Сілезького воєводства.
Населення — 119 осіб (2011).
У 1975-1998 роках село належало до Ченстоховського воєводства.

## Демографія
Демографічна структура станом на 31 березня 2011 року:
|          | Загалом | Допрацездатний вік | Працездатний вік | Постпрацездатний вік |
| -------- | ------- | ------------------ | ---------------- | -------------------- |
| Чоловіки | 65      | 11                 | 50               | 4                    |
| Жінки    | 54      | 9                  | 33               | 12                   |
| Разом    | 119     | 20                 | 83               | 16                   |